# Грузија
Грузија (груз. საქართველო — транскр.  Сакартвело) држава је у источној Европи и југозападној Азији. Део је области Кавказа, док се на западу граничи са Црним морем, на северу и североистоку са Русијом, на југозападу са Турском, на југу са Јерменијом и на југоистоку са Азербејџаном. Има око 3,7 милиона становника, од којих трећина живи у главном и највећем граду Тбилисију.
Грузија је била насељена још од праисторије, где су се налазила најранија позната светска места производње вина, рударства злата и текстила. У антици се појавило неколико краљевстава, као што су Колхида и Иверија, која су чинила језгро модерне грузијске државе. У раном четвртом веку, Грузини су званично прихватили хришћанство, што је допринело њиховом уједињењу под Краљевином Грузијом. Грузија је достигла своје златно доба током високог средњег века под владавином краља Давида  и краљице Тамаре. Почевши од 15. века, Краљевина Грузија се распадала под притиском различитих регионалних сила, међу којима су Монголско царство, Османско царство и Персија, пре него што је од 1801. постепено припојена Руској Империји.
После руске револуције 1917. године, Грузија је накратко била независна република под заштитом Немачког царства, али је 1921. Црвена армија извршила инвазију на Грузију, након чега је постала једна од република Совјетског Савеза. Током 1980-их покрет за независност је брзо растао, што је довело до отцепљења Грузије од Совјетског Савеза у априлу 1991. Током већег дела наредне деценије, земља је трпела економске кризе, политичку нестабилност и сецесионистичке ратове који су довели до једностраног проглашења независности Абхазије и Јужне Осетије. Након мирне револуције ружа 2003. године, Грузија је водила прозападну спољну политику, уводећи низ реформи са циљем интеграције у Европску унију и НАТО. Ова западна оријентација довела је до погоршања односа са Русијом, што је кулминирало руско-грузијским ратом 2008.
Грузија је земља у развоју са веома високим индексом хуманог развоја. Свеобухватне економске реформе од 2003. године резултирале су једном од најслободнијих пословних клима на свету, већом економском слободом и транспарентношћу, као и међу најбржим стопама раста БДП-а. Године 2018. постала је друга земља која је легализовала рекреативну употребу конопље, као и прва бивша социјалистичка држава која је то учинила. Грузија је члан бројних међународних организација, као што су Савет Европе, Евроконтрол, Организација за црноморску економску сарадњу, Организација за демократију и економску сарадњу и Енергетска заједница. Такође је кандидат за чланство у Европској унији.

## Етимологија
Изворно име за Грузију је Сакартвело (груз. საქართველო) и у приближном преводу означава картвелску земљу. Термин је кованица две речи картвел-и (груз. ქართველ-ი) која представља етноним и односи се на становнике централног грузијског региона Картли који се може сматрати језгром древне грузинске државе, и циркумфикса „са + народ + о“ који представља класичну конструкцију у грузинском језику за етнониме (у буквалном преводу „територија где живе ...“). Од почетка 9. века термин Сакартвело је захваљујући ширењу јединствене вере, језика и културе постепено почео да се односи на подручје свих грузијских држава изван самог региона Картли. Грузини себе називају Картвелеби (груз. ქართველები), а свој језик – картули (ქართული).
Према древним грузијским рукописима (картлис цховреба, груз. ქართლის ცხოვრება) предак древних Картвела је био Картлос који је по предању био праунук најстаријег сина библијског пророка Ноје, Јафета од којег су после великог потопа настали сви европски народи (јафетити). Антички грчки и римски аутори су становнике данашње западне Грузије називали Колхиђанима, а њихову земљу Колхидом, док су они на истоку били Иберијанци или Ивери, Иверани, а њихова земља Иверија.
Постоје различита објашњења термина Грузија, односно Георгија. Према неким теоријама творци термина Јоргија су били римски географи Помпоније Мела и Плиније Млађи који су у својим путописима описивали георгијанска племена и Георгијанце (у преводу „земљорадници“). Наиме древни Грузини су се бавили ратарством, док су околни народи били сточари па вероватно отуда и сам назив георгос (грч. γεωργός) да би се уочила разлика између њих.
Термини Георгија, односно Георгијанци у западноевропским средњовекивним црквеним списима су у директној вези са ранохришћанским светитељем Светим Георгијем (тј. Св. Ђорђем или Св. Ђурђом, па отуд и назив Ђурђија) који је у то време међу хришћанским становницима Кавказа био веома поштован (и који се и данас поштује и слави као заштитних грузијске државе и народа).
Према неким ауторима термин Грузија је настао у 11. или 12. веку и изведен је од арамејских речи гурз-ан (gurz-ān) или гурз-ијан (gurz-iyān), односно од арапског ђурђан (ĵurĵan) или ђурзан (ĵurzan). Оба термина су настала од новоперсијских речи gurğ и gurğān и могу се превести као „земља вукова“, што се поклапа са савременим јерменским називом Вирк (јерм. Վիրք) односно Врастан (јерм. Վրաստան) који има идентично значење.
Егзоним Грузија је такође персијско-арапског порекла, и раширио се преко средњовековних руских путописаца углавном по источноевропским језицима (између осталих и српском). Тако је путописац Игњатије Смолњанин 1389. писао о Гурзии и Гурзима, док је Атанасије Никитин средином 15. века писао о Гурзинској земљи (рус. Гурзыньская земля).

## Географија

### Положај
Република Грузија лежи на подручју геополитичке регије Закавказје, на самој граници између источне Европе и југозападне Азије, те се стога може сматрати подједнако и европском и евроазијском државом. Сами Грузини своју земљу називају балконом Европе. У геополитичком и културолошком погледу Грузија се сматра искључиво делом европског континента.
Државна територија се простире између 41° и 44° северне географске ширине и 40° и 47° источне географске дужине. Обухвата укупну површину од 69.700 km², а по величини територије налази се на 121. месту међу светским државама. На северу и североистоку Грузија граничи са Руском Федерацијом у дужини од 723 km, југоисточно је граница са Азербејџаном (322 km), на југу са Јерменијом (164 km) и Турском (252 km). Укупна дужина копнених граница износи 1.461 km. На западу Грузија излази на обалу Црног мора у дужини од око 315 km. Од тога око 200 km обале се налази на територији Абхазије, а 54 km на територији Аџарије.

### Геологија и рељеф
Брда и планине покривају 87% површина. На северу се налази ланац планина Велики Кавказ. На југу су западне падине Малог Кавказа и вулканска област која је део Јерменске висоравни. Измећу њих се налази Колхидска низија.
Највиши врх је Шхара на Великом Кавказу са 5.068,9 m. Најдужа река Грузије је 1.364 km дуга река Кура (грузијски: Мтквари), која кроз Грузију тече 351 km, од југа ка истоку земље. Друге веће реке су: Аласани (351 km), Риони (333 km) и Енгури (213 km). Највеће језеро је Паравани (37,5 km²) на 2.073 m надморске висине. Пећина Вороња је са 2.190 m дубине најдубља пећина на свету.

### Воде
Према Црном мору теку многобројне реке; највећа је Риони (314 km). Источни део је сушан, из њега реке отичу у реку Куру (Мтквари, 1346 km) и затим у Каспијско језеро. На Јерменском узвишењу постоје и многа слана језера.

### Клима
Клима Грузије је изузетно разнолика, узевши у обзиром малу величину државе. Постоје две главне климатске зоне, које отприлике одговарају источним и западним деловима земље. Велики кавкаски планински ланац игра важну улогу у ублажавању климе Грузије и штити нацију од продора хладнијих ваздушних маса са севера. Планине Малог Кавказа делимично штите регион од утицаја сувих и врућих ваздушних маса са југа.
Клима Грузије је влажно-суптропска на западу до сушне и умерене климе на истоку. Просечна годишња температура ваздуха је 15 °C на западу, а 11 до 13 °C на истоку. На западу годишње падне 3.000 милиметара падавина, а на истоку само 400.

### Флора и фауна
Под шумом је 44% површина, од чега је 5% прашума. На високим надморским висинама биљни покривач је алпски. У подножју планина су области степа које се користе за пољопривреду.
Због своје велике пејзажне разноликости и ниске географске ширине, у Грузији живи око 5.601 врста животиња, укључујући 648 врста кичмењака (више од 1% врста које се налазе широм света) од чега су многе врсте ендемске. У шумама живи велики број великих месождера, као што су мрки медвед, вук, рис и кавкаски леопард. Обични фазан је ендемска птица Грузије која је широко уведена у остатак света као важна птица дивљачи. Сматра се да је број врста бескичмењака веома висок, али подаци се дистрибуирају у великом броју публикација. Контролна листа паука у Грузији, на пример, укључује 501 врсту. Река Риони може да садржи гнездећу популацију критично угрожене јесетре.
У Грузији је забележено нешто више од 6.500 врста гљива, укључујући врсте које стварају лишајеве, али овај број је далеко од потпуне. Прави укупан број гљивичних врста које се јављају у Грузији, укључујући врсте које још нису забележене, вероватно ће бити далеко већи, с обзиром на опште прихваћену процену да је до сада откривено само око седам одсто свих гљива широм света. Иако је количина доступних информација још увек веома мала, учињен је први напор да се процени број врста гљива ендемских за Грузију, а 2.595 врста је условно идентификовано као могући ендемске врсте. Према Међународној унији за очување природе, у Грузији постоји 4.300 врста васкуларних биљака.
Грузија је дом за четири екорегије: Кавкаске мешовите шуме, eуксинско-колхијске широколисне шумее, источноанадолске планинске степе и aзербејџанске пустиње и степе. Грузија је имала средњу оцену индекса интегритета шумског пејзажа из 2018. од 7,79/10, што га је рангирало на 31. место у свету од 172 земље.

## Историја

### Праисторија
Територију данашње Грузије су насељавали Homo erectus још од палеолита. Протогрузијска племена се први пут појављују у писаној историји у 12. веку пре нове ере. Најранији доказ о вину до данас пронађен је у Грузији, где су откривене винске посуде старе 8.000 година. Археолошки налази и референце у древним изворима такође откривају елементе раних политичких и државних формација које карактерише напредна металургија и златарске технике које датирају из 7. века пре нове ере и даље. У ствари, рана металургија је почела у Грузији током 6. миленијума пре нове ере, повезана са културом Шулавери-Шому.

### Антика
Археолошки докази указују на то да је Грузија била место производње вина од најмање 6.000 година пре нове ере, што је током времена играло улогу у формирању грузијске културе и националног идентитета. У класичном периоду дошло је до успона бројних раних грузијских држава, од којих су главне биле Колхида на западу и Иберија на истоку. У грчкој митологији, Колхида је била локација Златног руна које су тражили Јасон и Аргонаути у епској причи Аргонаутика Аполонија Родија. Укључивање златног руна у мит можда је произашло из локалне праксе коришћења руна за просијавање златне прашине из река. У 4. веку пре нове ере, успостављено је краљевство Иберија – рани пример напредне државне организације под једним краљем и аристократском хијерархијом.
Након што је Римска република завршила своје кратко освајање данашње Грузије 66. ПХ, ово подручје је постало примарни циљ онога што ће се на крају испоставити као преко 700 година дуготрајног иранско-римског геополитичког ривалства и ратовања. Од првих векова нове ере, култ Митре, паганска веровања и зороастризам су били уобичајено практиковани у Грузији. Године 337. нове ере краљ Миријан III прогласио је хришћанство државном религијом, дајући велики подстицај развоју књижевности, уметности и на крају одигравши кључну улогу у формирању уједињене грузијске нације, Прихватање је довело до споро, али сигурно опадање зороастризма, који је до 5. века нове ере изгледао као да је постао нешто попут друге успостављене религије у Иберији (источна Грузија), и тамо се широко практиковао.

### Средњи век
Смештена на раскрсници дуготрајних римско-персијских ратова, 54. п. н. е. – 628. године нове ере (681 година), рана грузијска краљевства распала су се у различите феудалне регионе до раног средњег века. Ово је омогућило да преостала грузијска царства постану жртве раних муслиманских освајања у 7. столећу.
До 12. века пре нове ере у североисточној Анадолији је постојала држава Диаоха. У 6. веку пре нове ере на територији данашње Грузије су постојале две државе: Колхида (западна Грузија) и Иверија (источна Грузија). Ове земље су освојили Римљани. Грузија је 327. усвојила хришћанство као званичну државну религију и тако постала друга земља на свету која је овој религији дала државни статус, после Јерменије. Касније су Грузијом владали Византинци, Арапи и Персијанци. Крајем 10. века наступило је златно доба Грузије. Стечена је независност од Византије. Под влашћу краља Давида Градитеља (1089—1125) и краљице Тамаре (1184—1213), Грузија је између 11. и 13. века била највећа сила на Кавказу. Тај период је прекинула инвазија Монгола под Тимуром Ленком. У 16. веку Грузија је била издељена на државице које су биле под турским и персијским утицајем. Источна Грузија је 1783. закључила одбрамбени уговор са Русијом. Руски цареви су присвојили ову краљевину 1801. Западна Грузија је остала независна још један век, до 1810. Русији је требало још 54 године да успостави пуну контролу над овим областима. Последња је пала кнежевина Абхазија 1864.
Руска владавина нудила је Грузијцима сигурност од спољних претњи, али је такође често била груба и неосетљива. До краја 19. века, незадовољство руским властима прерасло је у покрет националног препорода који је предводио Илија Чавчавадзе. Овај период је такође донео друштвене и економске промене у Грузији, са појавом нових друштвених класа: еманципација кметова ослободила је многе сељаке, али је мало допринела ублажавању њиховог сиромаштва; раст капитализма створио је урбану радничку класу у Грузији. И сељаци и радници нашли су израз свог незадовољства кроз побуне и штрајкове, који су кулминирали Револуцијом 1905. године. Њихов циљ су заступали социјалистички мењшевици, који су постали доминантна политичка снага у Грузији у последњим годинама руске владавине.

### Демократска Република Грузија и Закавкаска СФСР
После Октобарске револуције, Грузија је прогласила независност 26. маја 1918. (Демократска Република Грузија).
Грузијско-јерменски рат 1918. године, који је избио у деловима спорних провинција између Јерменије и Грузије насељених углавном Јерменима, завршио се услед британске интервенције. У периоду 1918–1919, грузијски генерал Гиорги Мазниасхвили је предводио напад на Белу армију коју су предводили Мојсејев и Дењикин како би заузели обалу Црног мора од Туапсеа до Сочија и Адлера за независну Грузију. Совјетска Русија је 1920. године признала независност Грузије Московским уговором. Међутим, показало се да је признање било од мале вредности, пошто је Црвена армија предвођена Јосифом Стаљином извршила инвазију на Грузију 1921. и званично је припојила Совјетском Савезу 1922.

### Грузијска Совјетска Социјалистичка Република
У фебруару 1921, током Руског грађанског рата, Црвена армија је напредовала у Грузију и довела локалне бољшевике на власт. Грузијска војска је поражена, а социјалдемократска влада је побегла из земље. Дана 25. фебруара 1921. године, Црвена армија је ушла у Тбилиси и успоставила владу радничких и сељачких совјета са Филипом Махарадзеом као вршиоцем дужности шефа државе. Грузија је 1921. године укључена у Закавкаску Социјалистичку Федеративну Совјетску Републику, заједно са Јерменијом и Азербејџаном, која ће 1922. постати чланица-оснивач Совјетског Савеза. Совјетска власт је чврсто успостављена тек након што је устанак брзо поражен. Грузија би остала неиндустријализована периферија СССР-а све до првог петогодишњег плана када је постала главни центар текстилне робе. Касније, 1936. године, ТСФСР је распуштен и Грузија се појавила као синдикална република: Грузијска Совјетска Социјалистичка Република.
Јосиф Стаљин, етнички Грузијац, рођен као Јосиф Висарионович Југашвили (იოსებ ბესარიონის ძე ჯუღასძეს ძე ჯუღაიოსებ ბესარიონის ძე ჯუღაიძე ჯუღააიესარიონის ძე ჯუღალ) рођен у Горију, био је један од челних људи међу бољшевицима. Стаљин је требало да се попне на највиши положај, предводећи Совјетски Савез од 1924. до своје смрти 5. марта 1953. године.
У јуну 1941. Немачка је извршила инвазију на Совјетски Савез на непосредан курс ка кавкаским нафтним пољима и фабрикама муниције. Међутим, никада нису стигли до Грузије, а скоро 700.000 Грузијаца борило се у Црвеној армији да одбије освајаче и напредује према Берлину. Од тога је око 350.000 убијено.
Након Стаљинове смрти, Никита Хрушчов је постао вођа Совјетског Савеза и спровео политику дестаљинизације. Томе се нигде више није јавно и насилно супротставило него у Грузији, где су 1956. избили немири након објављивања Хрушчовљеве јавне осуде Стаљина, која је морала бити умирена војном силом.
Током остатка совјетског периода, грузијска економија је наставила да расте и доживљава значајан напредак, иако је све више показивала очигледну корупцију и отуђење владе од народа. Са почетком перестројке 1986. године, грузијско совјетско руководство се показало толико неспособним да се носи са променама да је већина Грузијаца, укључујући обичне комунисте, закључила да је једини пут напред раскид са постојећим совјетским системом

### Независност
Дана 9. априла 1991. Грузија је поново прогласила независност. Убрзо после тога дошло је до сецесије Абхазије и Јужне Осетије, праћене оружаним сукобима. Упркос томе што нема контролу над њима, Грузија сматра ове две територије својим аутономним покрајинама. Током рата у Абхазији (1992–1993), отприлике 230.000 до 250.000 Грузијаца је протерано из Абхазије од стране абхаскиһ сепаратиста и севернокавкаских добровољаца (укључујући Чечене). Око 23.000 Грузијаца побегло је и из Јужне Осетије.
Након периода релативног мира од средине 90-их година, који су гарантовале и руске мировне снаге, једнострано проглашена независност Косова допринела је да се интензивирају напори Абхазије и Јужне Осетије спрам потпуне независности. У вези са тим, Грузија је против њих у августу 2008. године повела рат, међутим уплитање руске војске довело је до пораза и признања ових de facto држава од стране Русије, Никарагве и Венецуеле.
Револуција ружа је 2003. године збацила Шеварнадзеа (који је поново изабран 2000.), након што су грузијска опозиција и међународни посматрачи тврдили да су парламентарни избори 2. новембра били поремећени преваром. Револуцију су предводили Михаил Сакашвили, Зураб Жванија и Нино Бурџанадзе, бивши чланови и лидери Шеварнадзеове владајуће партије. Михаил Сакашвили је изабран за председника Грузије 2004. године.
Након Револуције ружа, покренут је низ реформи за јачање војних и економских способности земље, као и за преоријентацију њене спољне политике на запад. Напори нове владе да поново потврди грузијски ауторитет у југозападној аутономној републици Аџара довели су до велике кризе 2004.
Нови прозападни став земље, заједно са оптужбама за умешаност Грузије у Други чеченски рат, је довео до озбиљног погоршања односа са Русијом, подстакнутог и отвореном помоћи и подршком Русије двема сецесионистичким областима. Упркос овим све тежим односима, у мају 2005. Грузија и Русија су постигле билатерални споразум којим су повучене руске војне базе (које још из совјетске ере) у Батумију и Ахалкалакију . Русија је повукла сво особље и опрему са ових локација до децембра 2007. док није успела да се повуче из базе Гудаута у Абхазији, коју је морала да напусти након усвајања Уговора о прилагођеним конвенционалним оружаним снагама у Европи током самита у Истанбулу 1999. године.

### Руско-грузијски рат
Дошло је до руско-грузијске дипломатске кризе у априлу 2008. Експлозија бомбе 1. августа 2008. разнела је аутомобил који је превозио грузијске мировњаке. Снаге Јужне Осетије су одговорне за подстицање овог инцидента, који је означио почетак непријатељстава и повредио пет грузијских војника, а затим је неколико јужноосетијских милиција убијено од снајпериста. Јужноосетијски сепаратисти почели су да гранатирају грузијска села 1. августа. Због ових артиљеријских бомбардовања грузијски војници су периодично узвраћали ватру.
Грузијски председник Михаил Сакашвили је 7. августа 2008. објавио једнострани прекид ватре и позвао на мировне преговоре. Још више напада на грузијска села (која се налазе у зони сукоба у Јужној Осетији) убрзо су праћени пуцњавом грузијских трупа, које су затим наставиле да се крећу у правцу главног града самопроглашене Републике Јужне Осетије (Цхинвали) у ноћи 8. августа, стигавши у центар ујутру 8. августа. Према руском војном експерту Павелу Фелгенхауеру, осетинска провокација је имала за циљ изазивање грузијске одмазде, која је била потребна као изговор за руску војну инвазију. Према грузијским обавештајним службама и извештајима неколико руских медија, делови редовне (немировне) руске армије већ су се преселили на територију Јужне Осетије кроз тунел Роки пре грузијске војне акције.
Русија је оптужила Грузију за „агресију на Јужну Осетију“ и започела велику копнену, ваздушну и поморску инвазију на Грузију под изговором операције „наметања мира“ Осмог августа 2008. Абхаске снаге отвориле су други фронт 9. августа битком у Кодорској долини, нападом на Кодорску клисуру, коју је држала Грузија. Цхинвали је заузела руска војска до 10. августа. Руске снаге су заузеле грузијске градове изван спорних територија.
Током сукоба, постојала је кампања етничког чишћења против Грузијаца у Јужној Осетији, укључујући уништавање грузијских насеља након завршетка рата. Рат је раселио 192.000 људи и док су многи могли да се врате својим домовима након рата, годину дана касније око 30.000 етничких Грузијаца остало је расељено. У интервјуу објављеном у Комерсанту, лидер Јужне Осетије Едуард Кокојти рекао је да неће дозволити Грузијцима да се врате.
Председник Француске Никола Саркози преговарао је о споразуму о прекиду ватре 12. августа 2008. Русија је признала Абхазију и Јужну Осетију као засебне републике 26. августа. Грузијска влада прекинула је дипломатске односе са Русијом. Руске снаге напустиле су тампон области које се граниче са Абһазијом и Јужном Осетијом 8. октобра, а посматрачка мисија Европске уније у Грузији је послата у тампон зоне. Од рата, Грузија је тврдила да су Абхазија и Јужна Осетија окупиране грузијске територије. Од руске инвазије на Украјину 2022. године, Грузија је на врху листе земаља у које су руски изгнаници отишли након што је почео рат; Русима је дозвољено да остану у Грузији најмање годину дана без визе, иако многи Грузијци гледају на присуство већег броја руских држављана у Грузији као безбедносни ризик.

### Хронологија
- 35 војска грузијског племена Картљица упада у Јерменију, те на јерменском престолу сацарује Грузијац Митринад (брат цара Картљица)
- 63 Колхида улази у састав Римског царства
- 326 Света Нина прогласи хришћанство као државну религију Кавкаске Иберије
- IV—VI век на територији данашње западне Грузије је основано царство Лаза
- 482—484. цар Вахтанг I Горгасал води устанак против Сасанида
- 542. почетак великог рата измећу Византије и Персијанаца
- 562. завршетак великог рата измећу Византије и Персијанаца
- 608. црквени раскол између Јерменске и Грузинске цркве
- 627. византијски цар Ираклије опсада Тбилиси
- 628. Тбилиси заузму Хазари
- 654. потписан договор са Арапским калифатом
- 735. арапски војсковођа Мерван II (Мурван глуви) напада Грузију
- 853. Тбилиси заузимају Арапи по командом Буга-Турка
- 914. емир Абул-Касим упада на простор данашње јужне и источне Грузије
- 979. Давид Курапалат помаже сузбити устанак Вардје Склира против византијског цара Василија II
- 1010. Баграт III припојио градове Кахети и Ерети
- 1021. бој Ђурђа II са византијским императором Василијем II код Ширимна
- 1023. мировни договор измећу Византије и Грузије
- 1028. напад Византије на Грузију
- 1032. ухваћен тбилисијски емир Џафар
- 1064. први поход Турака на Грузију
- 1068. други поход Турака
- 1073. устанак властеле против грузијског цара Ђурђа II
- 1083. Грузија почиње плаћати харач Турцима
- 1099. Давид IV престаје плаћати харач Турцима
- 1104. Давид IV Грузијски сазвао Руис-Урбнискиј сабор, почетак времена великог културног препорода и изградња манастира
- 1106. изградња Гелатског манастира
- 1110. Самшвилде ослобођен од Турака
- 1115. Рустави ослобођен од Турака
- 1117. Гиши ослобођен од Турака
- 1118. Лоре ослобођен од Турака
- 12. августа 1121. Турци поражени у бици код Дидрога
- 1122. Тбилиси ослобођен од Турака
- 1123. Дманиси ослобођен од Турака
- 1185. Царица Тамара се удаје за Ђурђа Богољупског, који је касније протеран из Грузије
- 1188. Царица Тамара се удаје за Давида Сослана
- 1210. Грузија предузима војни поход на северни део Персијског царства
- 1220. први упад Монгола у Грузију
- 1226. Тбилиси заузима Џалал ед Дин Мангуберди
- 1266 кнежевина Самцхе отцепила се од Грузије
- 1386—1403. Тамерлан изводи осам војних похода на Грузију
- 1403. Тамерлан и Ђурађ VII потписују примирје
- 1416. напад Кара-Јусуфа на Самцхе
- 1462. устанак Баграта против Ћурћа VIII
- 1520. инвазија шаха Исмаила у Картлију
- 1535. победа над Турцима у бици код Мурџахета
- 1578. подела Кавказа између Османлија и Персијанаца
- 1597. персијски Шах-Абас протерао Турке из Грузије и Кавказа
- 1599. ослобођење тврђаве Гори
- 1625. Персијска војска разбија грузијску
- 1629. прва грузијска књига издана у Европи
- 1639. Кахетински цар Тејмураз I потчинио се руском цару
- 1660. устанак у Кахетију
- 1709. прва типографија у Грузији
- 1752. Персијанци поражени од стране Ираклија код Јеревана
- 1757. у Хресиљинској бици Соломон I победио Османлије
- 1758. Тењмурау II, Ираклиј II и Соломон I потписали договор
- 1770. Ираклиј II победио Турке код Аспиндзе
- 1774. мировни дговор у Кјучук-Кајнарджијском између Руске империје и Турске, Имерети и Гурија ослобођена од Турака
- 1774. прва регуларна војска под Ираклијем II
- 1783. Ираклиј II потписао Грузијски теракт
- 1795. битка са Персијанцима под командом хана Ага-Мухамеда
- Грузија је 7. августа 2008. године покушала војном инвазијом да заузме Јужну Осетију. Ово је довело до интервенције руских трупа и ратног ваздухопловства који су ушли у рат са Грузијом. Једна од последица овог рата је било руско међународно признање независности Абхазије и Јужне Осетије. Ову независност је признала Никарагва и Венецуела.

## Становништво
Највећи градови Грузије су: Тбилиси (1.108.717 становника), Кутаиси (147.635), Батуми (152.839), Рустави (125.103), Сухуми (39.100), Зугдиди (42.998), Гори (48.143) и Поти (41.465) (стање:2014).

### Језик
Службени језик: грузински. У Абхазији је службени абхаски језик.
87,7% популације Грузије прича грузинским, 6,2% азерским, 3,9% јерменским, 1,2% руским и 1% осталим језицима по попису из 2014.

### Етничке групе[97]
- Грузини 83,8%
- Азери 6,5%
- Јермени 5,7%
- Руси 1,5%
- Осети 0,8%
- Грци 0,3%
- други 1,4%

## Религија
- Данас се 83,4 одсто становништва идентификује као православни хришћани а већина њих се придржава националне Грузинске православне цркве.[98]
- Грузијска православна црква је једна од најстаријих хришћанских цркава на свету, и тврди да је њене апостолске основе успоставио Свети Андреј.[99] У првој половини 4. века хришћанство је усвојено као државна религија Иберије (данашњи Картли, или источна Грузија), након мисионарског рада Свете Нине из Кападокије.[100][101] Црква је добила аутокефалност током раног средњег века; укинута је током периода руске доминације над земљом, обновљен 1917. и потпуно признат од Цариградске васељенске патријаршије 1989.[102]
- Верске мањине у Грузији укључују муслимане (10,7 одсто), јерменске хришћане (2,9 одсто) и римокатолике (0,5 одсто).[98] 0,7 одсто људи се на попису из 2014. изјаснило да припадају другим вероисповестима, 1,2 одсто је одбило или није навело своју веру, а 0,5 одсто се изјаснило да уопште није вероисповест.[98]
- Ислам представљају и азербејџански шитски муслимани (на југоистоку), етнички грузијски сунитски муслимани, и сунитски муслимани који говоре лаз, као и сунитски мешкетински Турци дуж границе са Турском. У Абхазији, мањина становништва Абхазије су такође сунитски муслимани, поред верника оживљене абхаске паганске вере . Постоје и мање заједнице грчких муслимана (понтско грчког порекла) и јерменских муслимана, од којих оба потичу од преобраћеника из отоманског доба у турски ислам из источне Анадолије који су се населили у Грузији након кавкаског похода Лала Мустафа-паше који је довео до османлијског освајање земље 1578. Грузијски Јевреји историју своје заједнице у Грузији датирају до 6. века пре нове ере; њихов број се смањио последњих деценија због високог нивоа миграције у Израел.[103]
- Упркос дугој историји верске хармоније у Грузији,[104] било је случајева верске дискриминације и насиља против „нетрадиционалних вера“, као што су Јеховини сведоци, од стране следбеника православног свештеника Василија Мкалавишвилија који је рашчињен.[105]
- Поред традиционалних верских организација, Грузија задржава секуларне и нерелигиозне сегменте друштва (0,5 одсто),[106] као и значајан проценат религиозних појединаца који не практикују активно своју веру.[107]

## Административна подела
Грузија је административно подељена на 9 региона, 1 главни регион и 2 аутономне републике. Они су заузврат подељени на 67 округа и 5 самоуправних градова.
Грузија има две званичне аутономне области, од којих је једна прогласила независност. Званично аутономна унутар Грузије, де факто независни регион Абхазија прогласио је независност 1999. Поред тога, још једна територија која није званично аутономна такође је прогласила независност. Јужна Осетија је у Грузији званично позната као регион Тскинвали, јер сматра да „Јужна Осетија“ имплицира политичке везе са руском Северном Осетијом. Звала се Јужна Осетијска аутономна област када је Грузија била део Совјетског Савеза. Њен аутономни статус је укинут 1990. године. Де факто је одвојена од независности Грузије. Постојале су понуде да се Јужној Осетији поново да аутономија, али је 2006. непризнати референдум у тој области резултирао гласањем у корист независности.
И у Абхазији и у Јужној Осетији велики број људи је добио руске пасоше, неки кроз процес присилне пасошизације од стране руских власти. Ово је коришћено као оправдање за руску инвазију на Грузију током рата у Јужној Осетији 2008. године након којег је Русија признала независност региона. Грузија сматра регионе окупираним од стране Русије. Две самопроглашене републике стекле су ограничено међународно признање након руско-грузијског рата 2008. Већина земаља сматра те регионе грузијском територијом под руском окупацијом.
| Регион                        | Центар     | Површина (км 2 ) | Становништво | Густина  |
| ----------------------------- | ---------- | ---------------- | ------------ | -------- |
| Абхазија                      | Сукхуми    | 8,660            | 242,862 проц | 28.04    |
| Адџарија                      | Батуми     | 2,880            | 333,953      | 115.95   |
| Гурија                        | Озургети   | 2,033            | 113,350      | 55.75    |
| Имеретија                     | Кутаиси    | 6,475            | 533,906      | 82.45    |
| Какхетија                     | Телави     | 11,311           | 318,583      | 28.16    |
| Доња Картлија                 | Рустави    | 6,072            | 423,986      | 69.82    |
| Мцхета-Мтијанетија            | Мцхетаа    | 6,786            | 94,573       | 13.93    |
| Рача-Лечхуми и Доња Сванетија | Амбролаури | 4,990            | 32,089       | 6.43     |
| Мегрелија-Горња Сванетија     | Зугдиди    | 7,440            | 330,761      | 44.45    |
| Самцхе-Џавахетија             | Ахалцихее  | 6,413            | 160,504      | 25.02    |
| Унутрашња Картлија            | Гори       | 5,729            | 300,382 проц | 52.43    |
| Тбилиси                       | Тбилиси    | 720              | 1,108,717    | 1.539,88 |

## Привреда
Археолошка истраживања показују да је Грузија била укључена у трговину са многим земљама и царствима од античког периода, углавном због свог положаја на Црном мору и касније на историјском Путу свиле. Злато, сребро, бакар и гвожђе скопани су на Кавкаским планинама. Производња грузијског вина је веома стара традиција и кључна грана привреде земље. Земља има значајне хидроенергетске ресурсе. Током модерне историје Грузије, пољопривреда и туризам су били главни економски сектори, због климе и топографије земље.
Већи део 20. века, привреда Грузије је била унутар совјетског модела планске економије. Од пада СССР-а 1991. године, Грузија је започела велику структурну реформу осмишљену да пређе на слободну тржишну економију. Као и све друге постсовјетске државе, Грузија се суочила са тешким економским колапсом. Грађански рат и војни сукоби у Јужној Осетији и Абхазији су погоршали економску кризу. Производња пољопривреде и индустрије је смањена. До 1994. бруто домаћи производ се смањио на четвртину оног из 1989.
Од почетка 21. века примећени су видљиви позитивни помаци у привреди Грузије. У 2007. години реална стопа раста БДП-а Грузије достигла је 12 процената, чинећи Грузију једном од најбрже растућих економија у источној Европи. Грузија је постала више интегрисана у глобалну трговинску мрежу: њен увоз и извоз у 2015. чине 50% односно 21% БДП-а. Главни увоз у Грузију су возила, руде, фосилна горива и фармацеутика. Главни извозни производи су руде, феролегуре, возила, вина, минералне воде и ђубрива. Светска банка је Грузију назвала „економским реформатором број један у свету“ јер је за годину дана напредовала са 112. на 18. место у погледу лакоће пословања, а до 2020. године додатно је побољшала своју позицију на 6. место у свету. Од 2021. године заузима 12. место у свету по економској слободи . Грузија је 2019. године заузела 61. место по Индексу људског развоја (ХДИ). Између 2000. и 2019. године ХДИ у Грузији је побољшан за 17,7%. Од фактора који су допринели ХДИ, образовање је имало најпозитивнији утицај пошто се Грузија сврстава у прву квинтилу приликом мерења Индекса образовања.
Грузија се развија у међународни транспортни коридор кроз луке Батуми и Поти, железничку линију Баку–Тбилиси–Карс, нафтовод од Бакуа преко Тбилисија до Џејхана, нафтовод Баку–Тбилиси–Џејхан (БТЦ) и паралелни јужнокавкаски гасовод.
Од доласка на власт Сакашвилијева администрација је извршила низ реформи у циљу побољшања наплате пореза. Између осталог, 2004. године уведен је паушални порез на доходак. Као резултат тога, буџетски приходи су се увећали четири пута, а некада велики буџетски дефицит се претворио у суфицит.
Од 2001. године, 54 процента становништва је живело испод националне границе сиромаштва, али је до 2006. године сиромаштво смањено на 34 процента, а до 2015. на 10,1 проценат. Током 2015. просечан месечни приход домаћинства износио је 1.022,3 ₾ (око 426 долара). Државни буџет за 2015. наводи номинални БДП Грузије на 13,98 долара милијарде. Економија Грузије постаје све више посвећена услугама (ажурирано: 2016., што представља 59,4 одсто БДП-а), удаљавајући се од пољопривредног сектора (6,1 одсто). Од 2014. године, незапосленост се постепено смањивала сваке године, али је остала двоцифрена и погоршала се током пандемије ковида 19. Перцепција економске стагнације довела је до тога да је истраживање спроведено 2019. на 1.500 становника показало да је незапосленост виђена као значајан проблем од стране 73% испитаника, а 49% је изјавило да им се приход смањио у односу на претходну годину.
Телекомуникациона инфраструктура Грузије је на последњем месту међу суседима на граници у Индексу спремности мреже (НРИ) Светског економског форума – индикатору за одређивање нивоа развоја информационих и комуникационих технологија у земљи. Грузија је заузела укупно 58. место на ранг-листи НРИ за 2016. у односу на 60. у 2015. Грузија је 2021. године била рангирана на 63. месту у Глобалном индексу иновација, у односу на 48. у 2019.

## Политика
У саставу Грузије налазе се аутономне републике Абхазија и Аџарија, као и аутономна област Јужна Осетија. Абхазија и Јужна Осетија су се 1992. отцепиле од Грузије и данас постоје као фактички независне државе.
Грузија је председничка демократска парламентарна република, са председником као церемонијалним шефом државе и премијером као шефом владе. Извршну власт чини Кабинет Грузије. Кабинет се састоји од министара, на челу са премијером, а именује их Скупштина. Саломе Зурабишвили је актуелна председница Грузије након што је освојила 59,52% гласова на грузијским председничким изборима 2018. Од фебруара 2021. Иракли Гарибашвили је премијер Грузије.
Законодавна власт припада парламенту Грузије. Парламент је једнодоман и има 150 чланова, познатих као посланици, од којих се 30 бира плуралношћу да представљају једночлане округе, а 120 бира да представљају странке пропорционалном заступљеношћу. Посланици се бирају на четири године. Сакашвили је 26. маја 2012. године отворио нову зграду парламента у западном граду Кутаисију, у настојању да децентрализује власт и пребаци одређену политичку контролу ближе Абхазији. Сакашвилијеви ривали, који су дошли на власт касније 2012. године, никада нису истински прихватили пресељење у Кутаиси и шест година касније Парламент се вратио на своју стару локацију у Тбилисију након прилагођавања уставне клаузуле.
Грузија одржава добре односе са својим директним суседима Јерменијом, Азербејџаном и Турском и чланица је Уједињених нација, Савета Европе, Светске трговинске организације, Организације за црноморску економску сарадњу, Организације за безбедност и сарадњу у Европа, Заједница демократског избора, Организација ГУАМ за демократију и економски развој, Европска банка за обнову и развој и Азијска развојна банка. Грузија такође одржава политичке, економске и војне односе са Француском, Немачком, Израелом, Јапаном, Јужном Корејом, Шри Ланком, Турском, Украјином, Сједињене Америчке Државе и многе друге земље.
Грузија је поднела захтев за чланство у ЕУ 3. марта 2022, убрзо након почетка руске инвазије на Украјину 2022.
Грузија тренутно ради на томе да постане пуноправна чланица НАТО-а. У августу 2004. године, Индивидуални партнерски акциони план Грузије је званично достављен НАТО-у. Северноатлантски савет НАТО-а је 29. октобра 2004. одобрио Индивидуални акциони план за партнерство (ИПАП) Грузије и Грузија је прешла на другу фазу евроатлантских интеграција. Године 2005. ступио је на снагу споразум о именовању официра за везу у Партнерству за мир (ПзМ) између Грузије и НАТО-а, којим је у Грузију распоређен официр за везу за Јужни Кавказ. 2. марта 2005. потписан је споразум о пружању подршке и транзиту НАТО снага и особља НАТО-а од земље домаћина. Тим за привремену процену имплементације ИПАП-а је 6-9. марта 2006. стигао у Тбилиси. Дана 13. априла 2006. године у седишту НАТО-а одржана је расправа о извештају о процени спровођења Индивидуалног акционог плана партнерства, у формату 26+1. Већина Грузијаца и политичара у Грузији подржава настојање за чланство у НАТО-у.
У припремама за парламентарне изборе 2012. Грузија је спровела уставне реформе како би прешла на парламентарну демократију, преносећи извршна овлашћења са председника на премијера. Транзиција је требало да почне парламентарним изборима у октобру 2012, а да буде завршена председничким изборима 2013. Противно очекивањима тада владајућег Уједињеног националног покрета (УНМ) председника Михаила Сакашвилија, шестостраначка опозициона коалиција око новооснованог Грузијског сна победила је на парламентарним изборима у октобру 2012. године, чиме је окончана деветогодишња владавина УНМ-а и означила прву миран, изборни, пренос власти у Грузији. Председник Сакашвили је сутрадан признао пораз своје странке. Грузијски сан је основао, водио и финансирао тајкун Бидзина Иванишвилии, најбогатији човек у земљи кога је парламент касније изабрао за новог премијера. Због непотпуног преласка на парламентарну демократију, уследила је година нелагодне кохабитације ривала Иванишвилија и Сакашвилија до председничких избора у октобру 2013. године.
У октобру 2016. године, владајућа партија Грузијски сан победила је на парламентарним изборима са 48,61 одсто гласова док је опозициони Уједињени национални покрет (УНМ) добио 27,04 одсто гласова. Већина коалиционих партија Грузијског сна напустила је коалицију и изашла ван парламента. Као резултат мешовитог пропорционално-већинског система, са цензусом од 5% за пропорционалне гласове и редефинисаним већинским дистриктима, само четири странке су ушле у парламент, при чему је партија Грузијски сан добила уставну већину од 77% (+36 места). Ова изборна неравнотежа постала је кључно питање политичких и грађанских сукоба у наредним годинама. Након међународног посредовања за превазилажење дубоке политичке кризе уочи парламентарних избора 2020. усвојен је измењен изборни систем, посебно за изборе 2020. године.
У међувремену, Саломе Зурабишвили је победила на председничким изборима 2018. у два круга, поставши прва жена у Грузији која је обављала ту функцију у пуном капацитету након што је председница парламента Нино Бурџанадзе два пута обављала функцију привремене председнице, 2003. и 2007. године. Зурабишвилијеву је подржала владајућа партија Грузијски сан. То су били последњи директан избори грузијског председника, пошто су додатне уставне реформе уклониле гласање народа.
Првог октобра 2021. бивши председник Михаил Сакашвили је ухапшен по повратку из егзила. Сакашвили је водио земљу од 2004. до 2013. године, али је касније осуђен у одсуству због оптужби за корупцију и злоупотребу положаја, што је негирао.

## Култура
На територији Грузије налази се велики број камених кула које су имале улогу у одбрани од освајача али и борбама између грузијских кланова.
Грузијска култура је еволуирала хиљадама година од свог оснивања у иберијској и колхијској цивилизацији. Грузијска култура је у 11. веку доживела ренесансу и златно доба класичне књижевности, уметности, филозофије, архитектуре и науке. Грузијска култура је била под утицајем класичне Грчке, Римског царства, Византијског царства, разних иранских империја (посебно Ахеменидског, Партског, Сасанидског, Сафавидског и Каџарског царства), и касније, из 19. века, од стране Руске империје. Грузијска историја је обликовала њену културну, верску и политичку еволуцију преведена је на Грузијце који себе сматрају европском нацијом.
Грузијски језик и класична грузијска књижевност песника Шоте Руставели ревитализовани су у 19. веку након дугог периода превирања, постављајући темеље романтичарима и романописцима модерне ере као што су Григол Орбелијани, Николоз Бараташвили, Илија Чавчавадзе., Акаки Тсеретели, и Важа-Пшавела. Грузијски језик је написан у три јединствена писма која је, према традиционалним извештајима, измислио иберијски краљ Фарнаваз I у 3. веку пре нове ере.
Грузија је позната по свом фолклору, традиционалној музици, плесовима, позоришту, биоскопу и уметности.

### Спорт у Грузији
Најпопуларнији спортови у Грузији су фудбал, кошарка, рагби јунион, рвање, џудо и дизање тегова. Рагби се сматра националним спортом Грузије. Рагби репрезентација Грузије редовно учествује на светском првенству.
Историјски гледано, Грузија је била позната по свом физичком васпитању; Римљани су били фасцинирани физичким квалитетима Грузијаца након што су видели технике тренинга у древној Иберији. Рвање остаје историјски важан спорт у Грузији, а неки историчари сматрају да грчко-римски стил рвања укључује многе грузијске елементе.
У Грузији, један од најпопуларнијих стилова рвања је кахетски стил. У прошлости је постојао низ других стилова који се данас не користе тако широко. Други популарни спортови у Грузији из 19. века били су поло и лело, традиционална грузијска игра веома слична рагбију.
Прва и једина тркачка стаза у кавкаском региону налази се у Грузији. Међународни мотопарк Рустави првобитно изграђен 1978. поново је отворен 2012. након потпуне реконструкције која је коштала 20 долара милиона. Стаза задовољава захтеве ФИА оцене 2 и тренутно је домаћин Legends car racing и Формула Алфа такмичења.
Кошарка је увек била један од запажених спортова у Грузији, а Грузија је имала неколико веома познатих репрезентативаца Совјетског Савеза, као што су Отар Коркија, Михаил Коркија, Зураб Саканделидзе и Леван Мошешвили. Динамо Тбилиси је освојио престижно такмичење Евролиге 1962. Грузија је у НБА лиги имала пет играча.